# SARS-CoV-2-Variante Omikron
Die SARS-CoV-2-Variante Omikron (englisch Omicron) ist eine Variante des Betacoronavirus SARS-CoV-2. Sie umfasst nach der Pango-Nomenklatur die Linie B.1.1.529 (in Nextstrain 21M) mit der erstentdeckten Untervariante BA.1 (Nextstrain 21K) und weiteren Untervarianten. Die erste Probe stammte vom 9. November 2021. Die Variante Omikron wurde erstmals in Südafrika und Botswana identifiziert und am 24. November 2021 entsprechend der Pango-Nomenklatur mit B.1.1.529 bezeichnet. Am 26. November 2021 wurde diese Variante von der Weltgesundheitsorganisation (WHO) als „besorgniserregende Variante“ (englisch Variant of Concern, VOC) eingestuft und erhielt als Bezeichnung den 15. Buchstaben des griechischen Alphabets Omikron. Im Januar 2022 dominierte Omikron mit etwa 90 % weltweit. Die Untervariante BA.1 wurde Anfang 2022 weltweit von deren Untervariante BA.1.1, im März von der Omikron-Variante BA.2 (Nextstrain 21L), Ende Juni 2022 von BA.4 und BA.5 (Nextstrain 22A/22B), ab Februar 2023 von XBB.1.5 (Nextstrain 23A) und ab Oktober 2023 von EG.5.1 (Nextstrain 23F) verdrängt.

## Eigenschaften
Die WHO stufte am 24. November 2021 die damals als B.1.1.529 bezeichnete Variante – seit Dezember 2021 neu BA.1 alias B.1.1.529.1 – als zu überwachende Variante (englisch Variant Under Monitoring, VUM) ein, zwei Tage später erhielt sie als besorgniserregende Variante (englisch Variant of Concern, VOC) die Bezeichnung Omikron. Tulio de Oliveira, Direktor des Centre for Epidemic Response and Innovation (CERI) in Durban (Südafrika), erklärte, diese Variante habe einen großen Evolutionssprung gemacht. Die große Anzahl von genetischen Veränderungen (Mutationen) im Spike-Protein (englisch Spike für „Dorn, Stachel“) wirke sich auf Viruseigenschaften wie Übertragbarkeit und Immunflucht aus, so die WHO am 26. November 2021.

### Unterschiede zur Delta-Variante

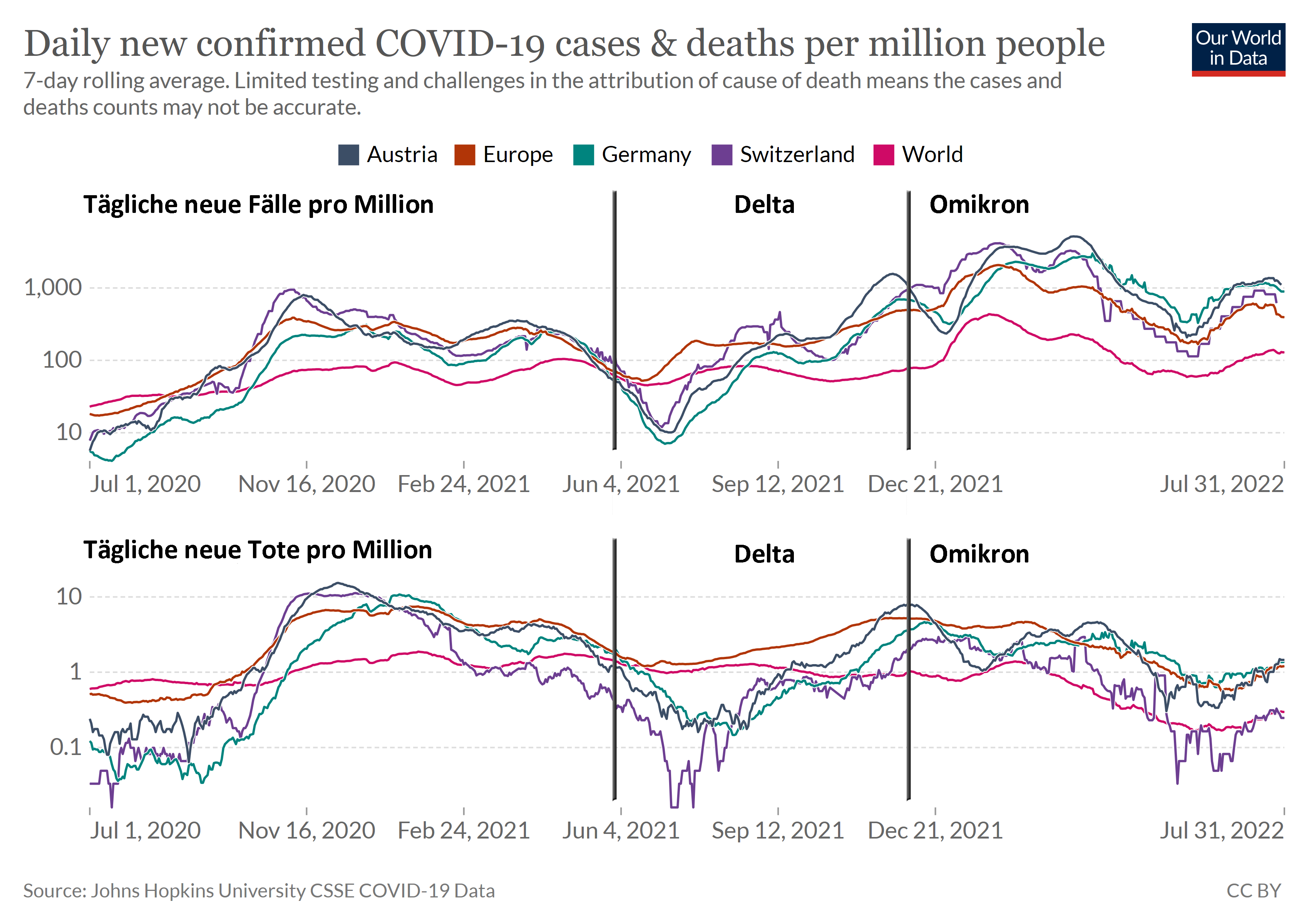
Abb. 2: Vergleich Omikron zu vorherigen Varianten – seit Omikron um eine Größenordnung niedrigere Letalität als 2020. Diagramm: Bestätigte Infektionen und Tote mit SARS-CoV-2 je Tag je Million Menschen.
(Fokus auf exponentielles Wachstum: logarithmische Skala)

Bei der Variante Omikron wurde eine höhere Wachstumsrate als bei der Delta-Variante bestätigt, wahrscheinlich mit erhöhter Übertragbarkeit. Die Variante Omikron verursacht bei Erwachsenen eine Erkrankung von geringerem Schweregrad. Im Vergleich zu Delta infiziert Omikron die oberen Atemwege schneller als das tiefere Lungengewebe. Bei Personen, die weder geimpft sind noch vorher mit einer anderen Variante infiziert waren, ist das Hospitalisierungs-Risiko nur etwa ein Drittel so hoch wie bei der Variante Delta. Die Impfung reduziert weiterhin die Hospitalisierungen. Gegenüber Delta wurde eine Immunflucht bestätigt, es liege nahe, dass die Impfstoffeffektivität bei Omikron signifikant niedriger liege als bei Delta und schnell schwinde, so die UK Health Security Agency (UKHSA) im Januar 2022. Sechs Monate nach Auffrischungsimpfung gebe es praktisch keinen Schutz mehr vor einer Infektion mit Omikron, so die UKHSA Mitte 2022. Der Schutz gegen symptomatische Erkrankung liegt ab sechs Monaten nach Auffrischungsimpfung noch bei etwa 10 %. 25 Wochen nach Grundimmunisierung mit zwei Dosen lag die Impfstoffeffektivität gegen Hospitalisierung bei 44 % (95%-KI 30–54), nach Auffrischungsimpfung bei etwa 90 %, nach sechs Monaten und später bei 70 % (50–85).

### Einschätzung der Gefährlichkeit
Das Gesamtrisiko von Omikron stufte die WHO am 10. Dezember 2021 als „sehr hoch“ ein und bestätigte dies am 21. Januar 2022. Einerseits bestätige sich der Trend einer Entkoppelung zwischen Infektionen, Hospitalisierungen und Todesfällen im Vergleich zu früheren Varianten, andererseits gebe es wegen der schnellen Ausbreitung in den meisten Staaten überwältigende Anforderungen an das Gesundheitssystem. Insbesondere in gefährdeten Bevölkerungsgruppen könnte dies zu erhöhter Morbidität führen. Das Robert Koch-Institut (RKI) gab zudem an, die Variante Omikron sei sehr leicht übertragbar und führe auch bei vollständig Geimpften und Genesenen häufig zu Infektionen, die weitergegeben werden können. Es könne zu einer schnellen Überlastung des Gesundheitssystems und anderer Versorgungsbereiche kommen.

### Test auf SARS-CoV-2
Die diagnostische Genauigkeit der RT-PCR-Tests und Antigen-basierten Schnelltests (englisch antigen rapid diagnostic tests, Ag-RDT) schien bei der Variante Omikron nicht beeinflusst zu sein, so die WHO am 23. Dezember 2021. Die amerikanische Food and Drug Administration (FDA) gab am 27. Dezember 2021 bekannt, dass zwei EUA-autorisierte PCR-Tests nicht in der Lage seien, die SARS-CoV-2-Infektionen mit Omikron zu erkennen. Einer davon wurde bislang nicht ausgeliefert, mit dem Hersteller des anderen arbeite man zusammen, um das Problem zu lösen. Die FDA empfiehlt, diesen Test so lange nicht einzusetzen.

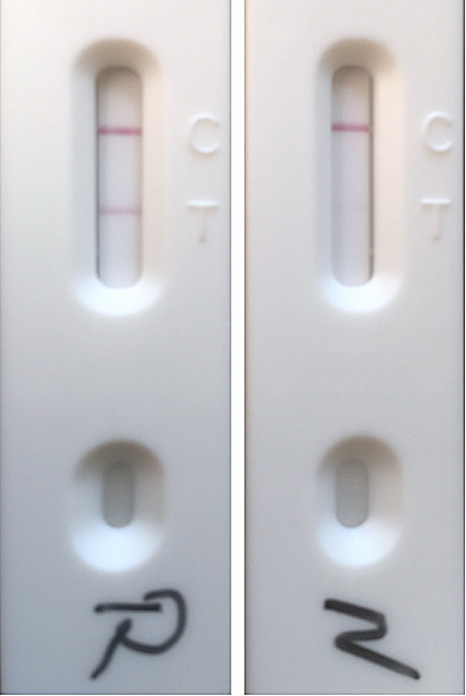
Typisch für Omikron: Rachenabstrich „R“ deutlicher als positiv erkennbar (links) als Nasenabstrich „N“ (rechts, nur als „Hauch“ erkennbar, auch das gilt als positiv).

#### Antigen-Schnelltests
Die FDA veröffentlichte am 28. Dezember 2021 auf Basis vorläufiger und früher Daten, dass Antigen-Schnelltests SARS-CoV-2-Infektionen auch im Fall von Omikron erkennen würden, jedoch einige Tests möglicherweise weniger empfindlich sein könnten. Das Paul-Ehrlich-Institut (PEI) teilte zum Jahreswechsel mit, die große Mehrheit der 245 überprüften Antigen-Schnelltests weise das weniger mutierte N-Protein nach. Das Institut geht davon aus, dass die allermeisten in Deutschland angebotenen und positiv bewerteten Antigen-Schnelltests eine SARS-CoV-2-Infektion mit Omikron nachweisen können, und veröffentlichte die Aktualisierung der Liste mit Stand 30. Mai 2022, unter Angabe des jeweils getesteten Proteins, und ob gemäß Fragebogen-Rückmeldung des Herstellers die „Bridging-Prüfung“ auf Omikron positiv ausfiel.

#### Test auf die spezifische Variante
SNP-spezifische diagnostische PCR-Tests zur Identifikation der spezifischen Variante Omikron – also der Unterscheidung von anderen Varianten – sollten über die Deletion im S-Gen und weitere Mutationen wie N501Y etabliert werden können. Einige Länder, darunter Dänemark seit Juni 2021, verwenden einen Varianten-qPCR-Test (Target-PCR-Test), der auf charakteristische Mutationen testet, darunter Δ69-70, E484K, L452R und N501Y. Der Test kann damit die Varianten Delta (L452R), Omikron BA.1/BA.3 bzw. Alpha (Δ69-70 und N501Y) und Omikron BA.2 (N501Y ohne Δ69-70 und ohne E484K) gut voreinschätzen. Da die Variante Alpha gut bekannt und während der Verbreitung von Omikron kaum noch vorhanden ist, kann so der Anteil von Omikron mit steigendem Anteil immer besser eingeschätzt und eine gute Vorauswahl für die weitere Sequenzierung getroffen werden. Die sichere Identifikation und Abgrenzung der Variante selbst ist nur mittels Sequenzierung möglich.

### Übertragbarkeit (Kontagiosität)
Das ECDC gab am 2. Dezember 2021 bekannt, es liege nahe, dass die Variante Omikron eine höhere Übertragbarkeit als die Delta-Variante aufweise.
Die vorläufigen Ergebnisse einer Ausbruchsuntersuchung in Norwegen vom 16. Dezember 2021 zeigten, dass die Variante Omikron bei vollständig geimpften Erwachsenen im jungen und mittleren Alter hochgradig übertragbar ist. Auch höhere Anteile asymptomatischer Infektionen können zur Übertragung beitragen, so eine Studie aus Südafrika. Die WHO fasste am 23. Dezember 2021 zusammen, es gebe übereinstimmende Beweise dafür, dass die Variante Omikron gegenüber Delta einen erheblichen Wachstumsvorteil habe. Sie breite sich in Staaten mit dokumentierter Gemeinschaftsübertragung schneller aus als die Variante Delta, mit einer Verdopplungszeit zwischen zwei und drei Tagen.
Die UK Health Security Agency (UKHSA, früher Public Health England) schrieb am 22. Dezember 2021 in einer Risikobeurteilung (englisch Risk assessment) auf „hohem Vertrauensniveau“, dass die Variante Omikron einen Wachstumsvorteil aufweise. Basierend auf britischen Daten zeigten sich ein erhöhtes Übertragungsrisiko in Haushalten, erhöhte sekundäre Befallsraten und deutlich erhöhte Wachstumsraten im Vergleich zur Delta-Variante. Nach aktualisierter Bewertung vom 14. Januar baute Omikron seinen Anteil in Großbritannien aus und wurde schnell zur vorherrschenden Variante. Dieses Wachstum zeige sich auch in anderen Staaten mit gleichwertiger Virus-Überwachung. Die beobachtete Immunflucht leiste einen wesentlichen Beitrag zum Wachstumsvorteil, doch könnten andere Eigenschaften zur sehr hohen Wachstumsrate beitragen. Eine erhöhte Übertragbarkeit im Vergleich zu Delta sei biologisch plausibel, Omikron wohl mindestens so gut übertragbar wie Delta.
Die Omikron-Untervariante BA.2 ist wahrscheinlich übertragbarer als die erstverbreitete BA.1, so die UKHSA auf Basis der Analyse von Kontaktverfolgungsdaten Ende Februar 2022. Vorläufige Labordaten deuten bei BA.2 auf eine Zunahme der ACE2-Bindungsaffinität der Rezeptorbindungsdomäne (RBD) gegenüber BA.1 hin, was die Übertragbarkeit beeinflussen dürfte.
Im Februar 2022 teilte die WHO mit, BA.2 sei laut einer dänischen Studie eher in der Lage, mehrfach geimpfte Personen zu infizieren. Es gibt jedoch keinen erkennbaren Unterschied im Schweregrad der Erkrankung gegenüber der ursprünglichen Omikron-Variante BA.1 und diesbezüglich auch nicht beim Schutz durch die Impfungen, so die UKHSA Ende März. Gemäß WHO-Angaben von Anfang März 2022 hat die Variante BA.2 einen Wachstumsvorteil von etwa 56 % pro Woche gegenüber BA.1. Laut UKHSA gab es Mitte Mai 2022 bei größerer Unsicherheit Anzeichen, dass die Varianten BA.4/5 gegenüber BA.2 nochmal eine ähnlich große Steigerung der Wachstumsrate haben könnten. Mitte 2022 gab es Hinweise, dass die Inkubationszeit von BA.4/5 auf eine Woche verlängert sein könnte und Infizierte vermehrt über Husten berichten.
 Vorabstudien zur Übertragbarkeit
Eine Analyse auf Basis in Dänemark im Dezember 2021 gesammelter Genomdaten ergab eine auf etwa das Dreifache erhöhte effektive Reproduktionszahl der Virusvariante im Vergleich zur Deltavariante. Eine vorveröffentlichte dänische Haushalts-Studie von Ende 2021 ergab, dass die Variante Omikron gegenüber Delta bei nicht Geimpften 1,2-mal ansteckender ist (95%-KI 0,99–1,38), 2,6-mal bei doppelt Geimpften (KI 2,34–2,90) und 3,7-mal ansteckender bei Geboosterten (KI 2,65–5,05). Danach sei der Wachstumsvorteil in erster Linie auf die Immunevasion und weniger auf eine Erhöhung der Übertragbarkeit zurückzuführen.

### Schutz durch vorherige Infektionen mit SARS-CoV-2
Es gebe Hinweise darauf, dass bei Omikron das Risiko einer erneuten Infektion höher sein könne als bei den anderen besorgniserregenden Varianten (VOC), so die WHO am 28. November 2021.
Am 22. Dezember 2021 schrieb die UKHSA in ihrem Risk assessment, auf „hohem Vertrauensniveau“ zeige Omikron eine Reduzierung des Immunschutzes gegen Infektion, sowohl nach durchgemachter vorheriger Infektion wie auch nach Impfung. Die vorläufigen Ergebnisse zeigten, dass das Risiko einer Reinfektion mehr als dreimal so hoch sei wie bei der Variante Delta, Mitte Januar 2022 erhöhte sich die Einschätzung auf den Faktor 5,4.
Bei Ungeimpften ging der Schutz gegen symptomatische Infektion durch vorherige SARS-CoV-2-Infektion von etwa 90 % bei der Delta-Variante auf 62 % (48–72) bei Omikron zurück und nahm auch bis mehr als 15 Monate später nicht signifikant ab. Der Schutz gegen schwere und schwerste Erkrankungen durch vorherige Infektion blieb bei der Variante Omikron mit etwa 88 % (48–97) auf dem Niveau vorheriger Varianten erhalten.

#### Schutz durch Infektion nach Impfung
Nach einer Anfang Juni 2022 veröffentlichten in-vitro-Pilotstudie ist bei zweifach bzw. dreifach mit Comirnaty Geimpften nach einer Durchbruchinfektion mit Omikron BA.1 die Immunität gegen eine Infektion mit Omikron BA.1, BA.2 und früheren Varianten (Alpha, Beta, Delta, Wuhan) deutlich höher als bei den Omikron-Subvarianten BA.4 und BA.5.

### Dauer zwischen Ansteckung und Symptomen (Inkubationszeit)
Einer Untersuchung zufolge, die in Norwegen an einer Gruppe von Menschen durchgeführt wurde, welche sich am 26. November 2021 bei einer Party angesteckt hatten, wiesen die Hälfte der Infizierten binnen drei Tagen Krankheitssymptome auf. Für andere Virusvarianten sei dieser Median höher: Für die Delta-Variante liege er bei etwa vier Tagen, für andere Varianten bei etwa fünf Tagen.

### Anzeichen (Symptome)
Studien aus Indien und Südafrika zeigten einen höheren Anteil asymptomatischer Infektionen, also Infektionen ohne Krankheitssymptome.
Die Daten der Covid Symptoms Study aus London zeigen zwischen den Varianten Delta und Omikron keine klaren Unterschiede der frühen Symptome in den ersten drei Tagen.
| Die häufigsten fünf Anzeichen sind danach:                                                | Nur etwa die Hälfte der Infizierten litten an den zwei klassischen Symptomen: | Weitere häufige Symptome waren: |
| ----------------------------------------------------------------------------------------- | ----------------------------------------------------------------------------- | ------------------------------- |
| - Laufende Nase - Kopfschmerzen - Leichte oder schwere Müdigkeit - Niesen - Halsschmerzen | - Fieber - Husten                                                             | - Appetitlosigkeit - Brain Fog  |

Der Verlust des Geruchs- oder Geschmackssinns trat bei Omikron nur noch in 13 % der Fälle auf.

### Schweregrad der Erkrankung
Nach Angaben der britischen UKHSA vom 31. Dezember 2021 ist das Risiko einer Krankenhauseinweisung bei der Variante Omikron gegenüber Delta auf etwa ein Drittel reduziert (KI 0,30–0,37) – auf Basis von mehr als einer halben Million Fälle. Demnach reduziert sich das Hospitalisierungs-Risiko gegenüber Delta am meisten bei Ungeimpften und Geboosterten. Bei Menschen im Alter von 60 bis 69 Jahren ist das Hospitalisierungsrisiko im Vergleich zu Delta auf 25 % reduziert (95%-KI 21-30), so die UKHSA am 11. Februar 2022. Omikron infiziert im Vergleich zu Delta die oberen Atemwege schneller als die Lungen.
Auf inzwischen hohem Vertrauensniveau verursachen Omikron-Infektionen bei Erwachsenen eine Erkrankung von geringerem Schweregrad, zudem ein geringeres Risiko von Krankenhauseinweisungen als bei Delta, so die UKHSA am 14. Januar 2022. Es gebe Hinweise auf eine geringere Virulenz. Auch wenn dies im Vergleich zu Delta ermutigend sei, könne das Gesundheitssystem durch die hohe Übertragbarkeit unter Druck geraten.
Mitte Januar 2022 lagen Meldungen von erhöhten Hospitalisierungen von Kleinkindern vor, dabei deuteten erste Daten darauf hin, dass diese nicht schwer erkranken. Kinder unter zehn Jahren haben bei Omikron ein ähnliches – sehr geringes – Hospitalisierungsrisiko im Vergleich zu Delta.
Am 24. Februar 2022 veröffentlichte das britische Office for National Statistics statistische Daten, nach denen das Sterberisiko bei einer Erkrankung an der Omikron-Variante bis zu einem Alter von 69 Jahren um 86 bis 87 %, ab 70 Jahren um 55 % geringer ist als bei einer Erkrankung an der Delta-Variante. Dabei reduzierte sich das Risiko bei Männern stärker als bei Frauen.
Der Schweregrad der Erkrankung der Omikron-Untervariante BA.2 ist wahrscheinlich ähnlich dem der erstverbreiteten BA.1, so Ende Februar 2022 die Ergebnisse der UKHSA aus vorläufigen Tierdaten sowie der Analyse der Krankenhaus-Einweisungen in England.
 Vorabstudien zum Schweregrad der Erkrankung
Laut einer Pressemitteilung vom 15. Dezember 2021 über eine unveröffentlichte Studie aus Hongkong vermehrt sich die Variante Omikron in den menschlichen Bronchien 70-mal schneller als Delta, in Zellen des tieferen Lungengewebes hingegen um den Faktor 10 langsamer, bis Anfang Januar 2022 stützten mehrere Studien, dass Omikron die Zellen des tieferen Lungengewebes nicht so leicht infiziert wie die der oberen Atemwege. Nach einer vorveröffentlichten kalifornischen Studie vom 11. Januar 2022 erscheint bei einer Infektion mit Omikron das Risiko der Aufnahme auf einer Intensivstation nur rund ein Viertel so groß (26 %) wie bei Delta, noch bei größerer Unsicherheit (95%-KI 10–73). Die Letalität erscheint nur ein Elftel so groß (9 %) wie bei Delta, ebenfalls noch bei größerer Unsicherheit (95%-KI 1–75). Die Aussagekraft dieser Studie weist noch einige Einschränkungen auf. Laut einem Bericht vom 21. Januar 2022 zeigte eine In-vitro-Studie, dass Omikron die körpereigene Interferon-Antwort weniger gut blockieren kann als die Delta-Variante; dies könne zum geringeren Schweregrad der Erkrankung beitragen.

### Wirksamkeit der Therapien gegen COVID-19
Die WHO gab am 17. Dezember 2021 an, man erwarte, dass Kortikosteroide wie Dexamethason und IL6-Rezeptorblocker wie Tocilizumab bei schweren Verläufen weiterhin wirksam seien. Die anderen Behandlungsmethoden werden daraufhin bewertet, ob sie trotz der Mutationen weiterhin wirksam sind. Weitere Informationen erwarte man in den folgenden Tagen und Wochen.
 Vorabstudien zur Wirksamkeit der Therapien
Nach ersten vorveröffentlichten Studien von Mitte Dezember 2021 konnten einige der bisherigen monoklonalen Antikörper die Variante Omikron nur teilweise oder gar nicht neutralisieren. Vorveröffentlichte Studien berichten, dass nur Sotrovimab und DXP-604 (Peking) eine gewisse Fähigkeit zu haben scheinen, gegen Omikron anzukommen. Sotrovimab schnitt am besten ab, doch war im Vergleich zu anderen Varianten die dreifache Dosis nötig, um die Virusreplikation zu halbieren. Laut einem Bericht vom 21. Januar 2022 über eine Zellkulturstudie hemmen die antiviralen Wirkstoffe EIDD-1931 (Metabolit von Molnupiravir), PF-07321332 (Nirmatrelvir, Bestandteil von Paxlovid), Remdesivir, Favipiravir, Ribavirin, Nafamostat, Camostat und Aprotinin die Vermehrung von Omikron ähnlich wirksam wie die von Delta.

## Vorbeugung (Prävention)
Die WHO empfiehlt als effektivste Maßnahmen, die Einzelne ausführen können, um angesichts der Variante Omikron die Ausbreitung des Virus zu reduzieren:
- Abstand halten,
- gut sitzende Maske tragen,
- verstärktes Lüften der Innenräume,
- Vermeiden von schlecht belüfteten oder überfüllten Bereichen,
- Hände sauber halten,
- in die Ellenbeuge niesen,
- impfen lassen, sobald man an der Reihe ist.

Das ECDC erklärte am 15. Dezember 2021, die Impfungen allein könnten die Auswirkungen der Variante Omikron nicht verhindern, eine schnelle Wiedereinführung und Verstärkung der nicht-pharmazeutischen Eindämmungsmaßnahmen seien erforderlich. Zudem müssten Menschen mit Symptomen unabhängig von ihrem Impfstatus getestet und bei der Kontaktverfolgung berücksichtigt werden.
Der Corona-Expertenrat der Bundesregierung in Deutschland schrieb am 19. Dezember 2021 in einer Stellungnahme, dass die Impfungen allein nicht ausreichten, umgehende Kontaktbeschränkungen notwendig seien und vulnerable Gruppen verstärkter Schutzmaßnahmen durch häufige Tests und FFP2-Masken bedürften. Zudem müsse auch die kritische Infrastruktur des Landes geschützt werden.

### Wirksamkeit bisheriger Impfstoffe
Schon frühe Analysen der UKHSA vom 10. Dezember 2021 deuteten darauf hin, dass die Impfstoffeffektivität bzgl. symptomatischer Erkrankung deutlich geringer ist als gegenüber der Delta-Variante. Die Variante Omikron sei sehr leicht übertragbar und führe auch bei vollständig Geimpften und Genesenen häufig zu Infektionen, die weitergegeben werden können, so das RKI am 21. Dezember 2021. Die Effektivität gegen Infektion mit Omikron liegt die ersten drei Monate nach Auffrischimpfung bei 45 % (35–55), nach sechs Monaten und später bei 0 % (0–10), so die UKHSA im Juli 2022. Die WHO erklärte am 17. Dezember 2021, trotz Unsicherheiten sei davon auszugehen, dass derzeit verfügbare Impfstoffe einen gewissen Schutz gegen Omikron bieten, vor allem gegen schwere Erkrankungen und Todesfälle.
Nach Angaben der UKHSA von Mitte Juni 2022 betrug die Impfstoffeffektivität gegen symptomatische Erkrankung nach einer Grundimpfung mit Comirnaty (Biontech) oder Spikevax (Moderna) etwa 50 bzw. 55 % und fiel nach sechs Monaten auf etwa 15 %. Nach einer Auffrischungsimpfung lag sie zunächst bei 65 % und fiel nach sechs Monaten auf etwa 10 %. Die Impfstoffeffektivität gegen Hospitalisierung beträgt nach Auffrischungsimpfung 90 %, fallend auf 70 % nach sechs Monaten (50–85). Diese mittlere Impfstoffeffektivität ist bei Menschen ab 65 Jahren mit zunehmendem zeitlichen Abstand zur Auffrischung um etwa zehn Prozent höher als bei Jüngeren. Die UKHSA ermittelt laufend die Impfstoffeffektivität gegen Mortalität für Menschen ab 50 Jahren; diese Effektivität beträgt im Mai 2022 nach der doppelten Impfung etwa 48 % (95%-KI 19–66), zehn Wochen nach der Auffrischungsimpfung 88 % (KI 82–92).
Die Impfstoffeffektivität ist bei Omikron signifikant niedriger als bei Delta und schwindet schnell – der Schutz gegen Hospitalisierung ist größer als der gegen symptomatische Erkrankungen. Das gilt vor allem nach einer Auffrischungsdosis, so die UKHSA.
 Vorabstudien zur Impfstoffwirksamkeit
Laut einer Pressemitteilung vom 23. Dezember 2021 über eine unveröffentlichte Studie aus Hongkong erzeugten die Grundimpfungen mit Comirnaty wie CoronaVac über neutralisierende Antikörper eine sehr geringe Immunantwort gegen Omikron. Bei CoronaVac entwickelte keiner der Teilnehmer neutralisierende Antikörper gegen Omikron, auch eine Booster-Impfung mit CoronaVac konnte den Schutz kaum erhöhen. Nach den Ende Dezember 2021 vorveröffentlichten Studiendaten (für den Zeitraum 8. November bis 17. Dezember 2021) der „Sisonke 2“-Studie aus Südafrika steigt die Effektivität des Vektorimpfstoffs von Johnson & Johnson gegenüber Hospitalisierung 14 Tage nach der Boosterimpfung auf 84 % (95%-KI 67–92) und beträgt zwei Monate nach der Boosterimpfung 85 %, bei noch größerer Unsicherheit (95%-KI 54–95).

### Entwicklung angepasster Impfstoffe
Die Unternehmen Biontech und Moderna starteten am 26. November 2021 Untersuchungen, ob die COVID-19-Impfstoffe der beiden Hersteller, Comirnaty und Spikevax, gegen die Variante ausreichend wirksam sind oder ob eine Anpassung erforderlich ist. Moderna erprobt zwei modifizierte Impfstoffe für Auffrischimpfungen (engl. booster dose), die an Mutationen der SARS-CoV-2-Varianten Beta und Delta angepasst sind. Da viele der Mutationen auch in Omikron vorkommen, erhofft sich der Hersteller eine gute Wirksamkeit gegen diese Variante. Es soll außerdem ein weiterer Impfstoff für Auffrischimpfungen speziell gegen Omikron entwickelt werden. AstraZeneca, Johnson & Johnson und Sinovac (Impfstoff CoronaVac) untersuchen ebenfalls die Auswirkungen der Variante auf die Wirksamkeit ihrer Impfstoffe. Das russische Gamaleya-Institut für Epidemiologie und Mikrobiologie erklärte, dass Sputnik Light gegen die Variante wirksam sein sollte, dass es mit der Anpassung von Sputnik V beginnen würde und dass eine modifizierte Version in 45 Tagen für die Massenproduktion bereit sein könnte.
Mitte März 2022 erklärte Biontech, dass der an Omikron angepasste Impfstoff nicht vor Ende April ausgeliefert werden wird. Die Europäische Arzneimittel-Agentur (EMA) hoffte, dass die Daten für an Omikron angepasste Impfstoffe bis Sommer zur Verfügung stünden, sodass damit die Chancen für eine Verfügbarkeit dieser Impfstoffe ab Herbst 2022 stiegen.
Vorabstudien zu angepassten Impfstoffen
Wie Nature Mitte Februar 2022 berichtete, wirken Auffrischimpfungen mit an die Variante Omikron angepassten Impfstoffen nicht besser als die bisherigen, so die ersten Vorabstudien.

## Nomenklatur, Untervarianten und Rekombinanten
Die Variante Omikron als Untervariante von B.1.1 umfasst nach der Pango-Nomenklatur die gesamte Linie B.1.1.529 (in Nextstrain 21M), die deren Haupt-Untervariante BA.1 (Nextstrain 21K) sowie weitere Untervarianten BA.2 (Nextstrain 21L) und BA.* enthält. In GISAID wird Omikron als „GRA“ bezeichnet. Die im griechischen Alphabet vor Omikron stehenden Buchstaben Ny und Xi schloss die WHO von der Verwendung aus, um Missverständnisse und Stigmatisierungen zu vermeiden, denn der griechische Buchstabe ν (‚Ny‘, englisch ‚Nu‘) klingt im Englischen wie new (engl. für ‚neu‘) und ξ (‚Xi‘) klingt wie ein häufiger chinesischer Nachname.
BA.* alias B.1.1.529.* sind Untervarianten von B.1.1.529. Bis Anfang Dezember 2021 wurden die ersten beiden Untervarianten von Omikron festgestellt, weitere Untervarianten folgen.
XD bis XZ sowie XAA bis XBC sind Rekombinanten mit BA.1 bzw. BA.2 (ab XAJ auch mit BA.4 und BA.5), davon nur XD, XF, XS, XBA und XBC mit Untervarianten von Delta. Die nur aus Omikron-Untervarianten bestehenden Rekombinanten gehören ebenfalls zur Variante Omikron.

### BA.1 – Erstentdeckte Haupt-Untervariante
BA.1 (alias B.1.1.529.1) ist ab 7. Dezember 2021 die neue Pango-Bezeichnung für die Ende November 2021 zuerst entdeckte Haupt-Untervariante von Omikron, in Nextstrain mit 21K bezeichnet. Vorher wurde BA.1 bei gleichen Mutationen noch als B.1.1.529 bezeichnet; ab 7. Dezember wurde B.1.1.529 zur Bezeichnung der gesamten Omikron-Linie. BA.1 hatte bis Dezember 2021 einen Anteil von mehr als 99 % an den Sequenzierungen der Variante Omikron.
Die Basisreproduktionszahl {\displaystyle R_{0}} liegt bei etwa 9,5. Dennoch wurde BA.1 im 1. Quartal 2022 zunächst von BA.1.1, dann von BA.2 abgelöst, aufgrund deren jeweils noch größeren Wachstumsvorteilen.

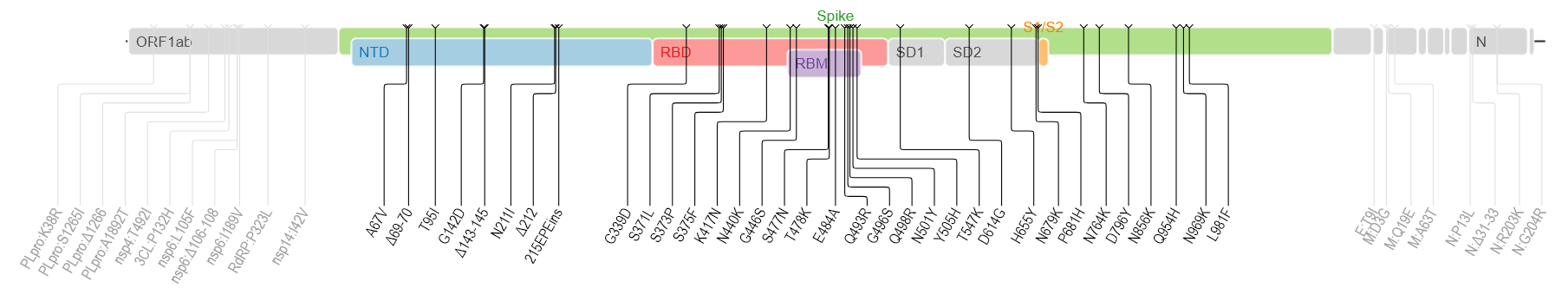
Abb. 3: Omikron-Hauptvariante BA.1 – Spike-Protein mit Mutationen

#### BA.1.1 – R346K
Die Untervariante BA.1.1 (alias B.1.1.529.1.1) von BA.1 weist zusätzlich die durch nicht-synonyme Mutationen im Spike-Gen verursachte Änderung R346K im Spike-Protein auf (s. a. Variante My) und wurde am 7. Januar 2022 offiziell bezeichnet (s. Abb. 4). In einigen Staaten machte sie bis zum Jahreswechsel 2021/22 einen zweistelligen Prozent-Anteil von Omikron aus.

##### BA.1.1.1 bis BA.1.1.*
Mehr als ein Dutzend weiterer Untervarianten von BA.1.1 wurden Ende Februar 2022 zur regionalen Nachverfolgung mit BA.1.1.1 bis BA.1.1.* bezeichnet, ähnlich wie 2021 bei der Delta-Variante.

#### BA.1.2 bis BA.1.*
Mehr als ein Dutzend weiterer Untervarianten von BA.1 wurden Ende Februar 2022 zur regionalen Nachverfolgung mit BA.1.2 bis BA.1.* bezeichnet, ähnlich wie 2021 bei der Delta-Variante.

### BA.2 – „Getarnte“ Untervariante
Die erste Probe der Untervariante BA.2 (alias B.1.1.529.2) stammt vom 18. November 2021. Sie wurde am 7. Dezember 2021 offiziell so bezeichnet, in Nextstrain mit 21L. Diese Variante weist im Unterschied zur Hauptvariante BA.1 weder die Deletion Δ69-70 noch den charakteristischen „Spike Gene Target Failure“ (SGTF) auf. Daher ist sie mit den bisherigen Varianten-qPCR-Tests nicht so leicht als zugehörige Variante von B.1.1.529 zu erkennen. Sie wird deshalb auch „getarnte“ oder „Tarnkappen“-Form der Omikron-Variante – englisch „camouflaged“ oder „stealth“ Omicron – genannt. BA.2 teilt 32 Mutationen mit der erstentdeckten Hauptvariante BA.1 und weist 28 eigene auf.

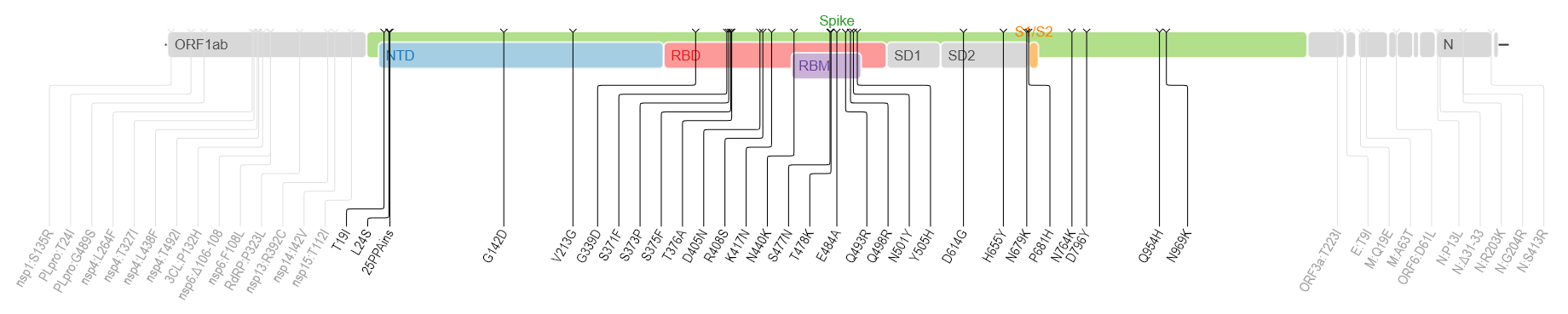
Untervariante BA.2 – Spike-Protein mit Mutationen

Bis 9. Dezember 2021 waren weltweit sieben Infektionen mit BA.2 bekannt, bei einer größeren Dunkelziffer, bis 19. Dezember etwa zwanzig Infektionen aus einem halben Dutzend Staaten. Kurz nach dem Jahreswechsel 2021/22 wurde ein Anstieg der Proben von BA.2 in Dänemark und im Vereinigten Königreich festgestellt. Bis zur ersten Januarwoche 2022 stieg der Anteil in Dänemark auf 28 %, bis zur zweiten auf 45 %. Dabei wurden keine anderen Eigenschaften beobachtet als bei BA.1. Die WHO erklärte am 21. Januar 2022 die Notwendigkeit vergleichender Studien zwischen BA.1 und BA.2 zu Übertragbarkeit, Immunflucht und Virulenz. Bis Ende der dritten Januarwoche 2022 wurde das Auftreten von BA.2 weltweit in 47 Staaten nachgewiesen. Die WHO teilte am 24. Januar 2022 mit, BA.2 nehme in vielen Staaten zu.
Die Omikron-Untervariante BA.2 hat einen Wachstumsvorteil von 56 % pro Woche (95%-KI 42–72) gegenüber der ursprünglichen Omikron-Variante BA.1, so die WHO am 8. März 2022. Von März bis Juni 2022 dominierte die Variante BA.2 weltweit.

#### BA.2.1 bis BA.2.*
Auch die über 100 Untervarianten BA.2.1 bis BA.2.* (alias B.1.1.529.2.*) mit ihren zugehörigen Untervarianten gehören zu Omikron und wurden separat bezeichnet, um sie detaillierter nachverfolgen zu können. Sie müssen dabei keine anderen Eigenschaften haben als BA.2.

#### BA.2.12.1 – L452Q
Die erste Probe der Untervariante BA.2.12.1 stammt vom 14. Dezember 2021. Sie wurde am 7. April 2022 offiziell so bezeichnet, in Nextstrain mit 22C. BA.2.12.1 basiert auf der Variante BA.2 und hat zusätzlich charakteristische Änderungen im Spike-Protein – L452Q sowie S704L. Im April 2022 wurden über 97 % dieser Untervariante in den USA identifiziert. Nach vorläufigen Modellierungen der WHO im Mai 2022 gibt es Anzeichen, dass BA.2.12.2 eine höhere Wachstumsrate als BA.2 aufweist, was auf erhöhte Immunevasion und Übertragbarkeit zurückzuführen sein dürfte.

Die Untervarianten von BA.2.12.1 werden mit BG.* (alias BA.2.12.1.*) bezeichnet.

#### BA.2.75 – diverse Mutationen

Untervariante BA.2.75 – Spike-Protein mit Mutationen

Die ersten Proben der Untervariante BA.2.75 stammten vom Mai 2022 aus Indien. BA.2.75 wurde am 24. Juni offiziell bezeichnet, seit 1. Juli in den Medien auch als „Centaurus“, Ende Juli in Nextstrain mit 22D. Diese Untervariante basiert auf der Variante BA.2 und weist etliche zusätzliche charakteristische Änderungen im Spike-Protein auf: K147E, W152R, F157L, I210V, G257S, D339H, G446S (s. a. BA.1, BA.3) und N460K, sowie zusätzlich die Rückmutation zu Q493 (s. a. BA.4/5), die damit wieder dem Wildtyp entspricht. Diese vielen Veränderungen im Bereich der N-terminalen Domäne und in der Rezeptorbindungsdomäne (RBD) könnten auf eine Immunflucht hinweisen. Zur möglichen Krankheitsschwere und dem Ausmaß der Verbreitung von BA.2.75 war Anfang Juli wenig bekannt. Die WHO stufte diese Variante am 7. Juli 2022 als „VOC lineage under monitoring“ ein. Nach einem Spitzenanteil von etwa 20 % Anfang 2023 wurde diese Variante von der Omikron-Variante XBB.1.5 zurückgedrängt.

#### XBB und XBB.1
XBB (von einigen Medien Gryphon genannt) ist eine Rekombinante der Omikron-Untervarianten BJ.1 (alias BA.2.10.1.1) und BM.1.1.1 (alias BA.2.75.3.1.1.1) mit Mutationen, die zu den Spike-Veränderungen V445P und N460K führten. Die ersten Sequenzierungen stammen vom August 2022, die Variante wird in Nextstrain mit 22F bezeichnet.

Untervariante XBB.1 – Spike-Protein mit Mutationen zu BA.2

Am 20. Oktober 2022 warnte die leitende Wissenschaftlerin der Weltgesundheitsorganisation (WHO) Soumya Swaminathan davor, dass die Omikron-Untervariante XBB in einigen Ländern eine Infektionswelle verursachen könnte, obwohl die Gefährlichkeit der neuen Variante noch nicht bekannt sei.
Die Immunflucht-Variante führte zu einem kleinen Anstieg der Coronafälle in Ländern wie Singapur und Bangladesch. Daten aus den ersten beiden Wochen des Oktobers 2022 aus Singapur lassen auf die Möglichkeit schließen, dass XBB weniger gefährlich als die Omikron-Variante BA.5 sein könnte, da das Risiko für eine Krankenhauseinweisung bei der XBB-Variante um 30 % geringer war als bei BA.5. Dies könnte allerdings auch auf die bereits hohe Immunität der Bevölkerung aufgrund der Impfungen und durchgemachten Infektionen zurückzuführen sein.

##### XBB.1.5
Im Januar 2023 zeigte sich die WHO besorgt, dass die Omikron-Untervariante XBB.1.5, obwohl sie weniger gefährlich als vorherige Varianten zu sein schien, aufgrund der hohen Ausbreitungsgeschwindigkeit in den USA und Europa zu Problemen führen könnte.
Mit Stand Januar 2023 erscheint XBB.1.5 als hochpotente Immunflucht-Variante, optimiert für das Eindringen in menschliche Zellen über den ACE2-Rezeptor.

Untervariante XBB.1.5 – Spike-Protein mit Mutationen zu BA.2 (mit zusätzlicher Mutation F486P)

Die neue Variante wurde als XBB.1 (auch Hippogryph genannt) erstmals am 22. Dezember 2022 im Corona-Wochenbericht des Robert Koch-Instituts erwähnt. Sie finde sich in mehr als 1 Prozent der sequenzierten Proben und verbreitete sich zunehmend in Deutschland und anderen europäischen Ländern.
Im Nordosten der USA verursachte XBB.1.5 Anfang 2023 bereits 75 % der Infektionen mit Corona, aufgrund ihrer hohen Ausbreitungsgeschwindigkeit (sie verdoppelt ihre Häufigkeit ungefähr jede Woche). XBB.1.5 trägt zusätzlich zu den Mutationen ihrer BA.2-Vorgänger die Mutation F486P. Damit entkommt sie der Immunabwehr von Geimpften und Genesenen und bindet besser an Zellen.
Laut der US-Seuchenschutzbehörde CDC war die Untervariante XBB.1.5 Mitte Januar 2023 bereits für fast die Hälfte der Corona-Infektionen in den Vereinigten Staaten verantwortlich.

##### XBB.1.16
Anfang März 2023 trat die Variante XBB.1.16 zuerst in Indien auf und verursachte eine Zunahme von Krankenhauseinweisungen. Sie wurde von T. Ryan Gregory mit dem Spitznamen Arcturus bezeichnet.

##### EG.5 und EG.5.1
Die Variante EG.5 (von einigen Medien Eris genannt), ist eine Untervariante von XBB.1.9.2. Die Variante wurde im Februar 2023 entdeckt. Anfang August 2023 meldete das UK Health Security Agency, dass EG.5 in der dritten Juli-Woche für jeden siebten neuen Coronafall in Großbritannien verantwortlich sei. Die Variante wurde durch die WHO am 9. August 2023 als Variant of Interest eingestuft. Sie unterscheidet sich epigenetisch von anderen Varianten hauptsächlich durch die F456L-Aminosäurenmutation.
In der Untervariante EG.5.1, in Nextstrain mit 23F bezeichnet, findet sich eine weitere Q52H-Mutation. EG.5.1 macht über 88 % aller gefundenen EG.5-Sequenzen aus.
Abwasseruntersuchungen deuteten Ende Juli 2023 darauf hin, dass sich in Deutschland eine Eris-Welle aufbaut. Im August waren aber bereits wieder die XBB-Varianten vorherrschend. Die neue Variante wurde durch Experten als nicht besonders gefährlich eingeschätzt. Die Pharmakonzerne Moderna und Pfizer teilten mit, dass sich ihre angepassten Impfstoffe in Studien als wirksam gegen die neue Untervariante gezeigt hätten.

### BA.3
Die erste Probe der Untervariante BA.3 (alias B.1.1.529.3) stammt vom 25. November 2021, sie wurde am 11. Dezember 2021 identifiziert und drei Tage später offiziell bezeichnet. Die Untervariante BA.3 machte bis Juni 2022 weltweit weniger als 0,3 Promille der Variante Omikron aus und lässt sich ebenso gut wie BA.1 erkennen, da sie sich über den SGTF nachweisen lässt (Deletion Δ69-70).

### BA.4 und BA.5 – L452R und F486V
Die erste Probe der Untervarianten BA.4 und BA.5 (alias B.1.1.529.4 und .5) stammt vom 10. Januar 2022. Sie wurden am 3. April identifiziert und vier Tage später offiziell bezeichnet, in Nextstrain mit 22A und 22B. Beide Varianten basieren auf der Variante BA.2 und haben zusätzlich charakteristische Änderungen im Spike-Protein – die von BA.1 bekannte Deletion Δ69–70, sowie L452R, F486V und Q493, letztere entspricht damit wieder dem Wildtyp. BA.4 und BA.5 unterscheiden sich nur durch einzelne Änderungen in den Regionen M, ORF6, ORF7b und N voneinander. Die WHO nahm BA.4 und BA.5 am 12. April 2022 offiziell als besorgniserregende Varianten unter Omikron auf. Sowohl die bereits die Variante Delta kennzeichnende Mutation L452R wie auch F486V stehen potenziell mit einer Immunevasion (Immunflucht) in Zusammenhang, beide liegen in der an ACE2 bindenden Region RBM (englisch receptor-binding motif, siehe Abb.). Bei BA.4/5 ist die ACE2-Bindungsaffinität gegenüber vorherigen Omikron-Varianten erhöht, so die UKHSA im Juni 2022.

Untervariante BA.5 – Spike-Protein mit Mutationen

Nach vorläufigen Modellierungen der WHO im Mai 2022 gibt es Anzeichen, dass BA.4 und BA.5 eine höhere Wachstumsrate als BA.2 aufweisen, was auf erhöhte Immunevasion und Übertragbarkeit zurückzuführen sein dürfte. Die UKHSA gab Mitte Mai 2022 bei noch größerer Unsicherheit an, es gebe aus vielen Staaten Anzeichen, dass BA.4/5 gegenüber BA.2 eine ähnlich große Wachstumsrate haben könnte, wie BA.2 gegenüber BA.1. Dabei habe BA.5 eine noch größere Wachstumsrate als BA.4. Anfang Juni 2022 verdichteten sich die Hinweise darauf, dass es bei BA.4 und BA.5 keine beobachtete Zunahme der Krankheitsschwere gebe. Ab Ende Juni 2022 war BA.4/5 die weltweit dominierende Variante.
Mit BA.5 Infizierte berichteten Mitte 2022 häufiger über Husten, die Inkubationszeit schien auf eine Woche verlängert zu sein. Eine Seren-Untersuchung von mit Comirnaty (Biontech) Geimpften zeigte um Faktor 21 geringere neutralisierende Antikörpertiter als gegen das Ursprungsvirus.

#### BA.5.1 – ORF10:L37F
Die erste Probe dieser Untervariante von BA.5 stammt vom 8. März 2022. Sie wurde am 12. Mai 2022 offiziell mit BA.5.1 bezeichnet und trägt zusätzlich zu BA.5 die Veränderung ORF10:L37F. Sie verbreitete sich Anfang Juni 2022 vor allem in Portugal, Dänemark und Deutschland.

#### BQ.1 und BQ.1.1
Im Oktober 2022 wurde die BA.5-Untervariante BQ.1 entdeckt (alias B.1.1.529.5.3.1.1.1.1.1), in Nextstrain als 22E bezeichnet (in den Medien teils Typhon genannt), sowie deren Untervariante BQ.1.1 (medial teils Cerberus).

Untervariante BQ.1.1 – Spike-Protein mit Mutationen zu BA.4/5

Das Robert Koch-Institut meldete am 17. November 2022, der Anteil der Variante BQ.1.1 in einer Stichprobe in der ersten Novemberwoche habe bei über acht Prozent gelegen, eine „Vervierfachung des Anteils in den letzten vier Wochen“. Für die letzte Novemberwoche wurden über 17 Prozent und für die erste Dezemberwoche am 22. Dezember 2022 über 21 Prozent veröffentlicht.

### XE (Rekombinante aus BA.1 und BA.2)
Die erste Probe der rekombinanten Untervariante XE aus den Untervarianten BA.1 und BA.2 stammt vom 16. Januar 2022, sie wurde am 1. März identifiziert und am 16. März 2022 offiziell bezeichnet. Sie hat gegenüber der dominierenden Untervariante BA.2 einen Wachstumsvorteil von 20,9 % pro Woche, bei über 1.100 identifizierten Proben in Großbritannien, so die UKHSA Anfang April 2022. Diese Rekombinante konnte sich trotz des Potenzials für eine erhöhte Übertragbarkeit nicht durchsetzen, ihr Anteil verringerte sich bis Ende Mai 2022 auf unter 0,1 % weltweit.

## Mutationen BA.1
Die erstverbreitete Omikron-Variante BA.1 weist im Vergleich zum ursprünglichen Virus 50 nicht-synonyme Mutationen, 8 synonyme Mutationen und 2 nicht-kodierende Mutationen auf, und ist mit diesen insgesamt 60 Mutationen – dauerhaften Veränderungen des Erbgutes – außerordentlich stark verändert. Von diesen betreffen 32 das Spike-Glykoprotein, die nach außen ragende Proteinstruktur der Virushülle, welches das wichtigste antigene Ziel von Antikörpern ist, die bei SARS-CoV-2-Infektionen und Impfungen mit COVID-19-Impfstoffen gebildet werden. Viele der Mutationen wurden bei anderen Varianten nicht beobachtet.

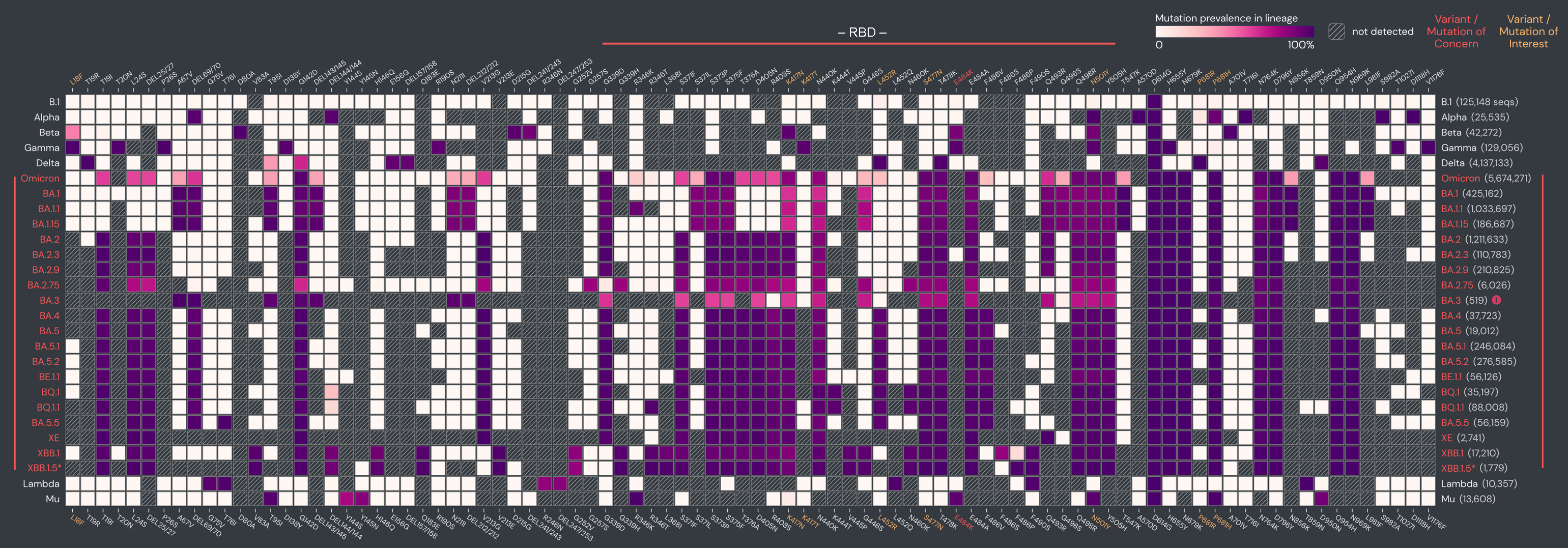
Abb. 4: Häufigkeit der Spike-Mutationen Omikron (Erstverbreitete Omikron-Variante BA.1 sowie BA.1.1, BA.2, XBB, BA.5, BQ.1 und weitere Untervarianten BA.* der Omikron-Gruppe B.1.1.529) im Vergleich zu B.1, VOC- und VOI-Varianten (in dieser Darstellung ohne die Insertion ins214EPE)

### Spike-Protein
Die erstverbreitete Omikron-Variante BA.1 ist im Vergleich zum ursprünglichen Virus durch 30 Aminosäureänderungen, drei kleine Deletionen und eine kleine Insertion (ins214EPE) im Spike-Protein gekennzeichnet, von denen sich 15 in der Rezeptor-bindenden Domäne (RBD, Aminosäuren 319–541, s. a. Abb. 3 und Abb. 6) befinden. Zusätzlich weist die Variante drei Mutationen (H655Y, N679K, P681H) an der S1-S2-Furin-Spaltstelle auf, die für eine Aktivierung neugebildeter Viren notwendig ist; dies dürfte die Infektiosität von SARS-CoV-2 erhöhen.
Bei der Entdeckung der Omikron-Variante (zunächst B.1.1.529, dann BA.1 bezeichnet) wurden die folgenden durch nicht-synonyme Mutationen im Spike-Gen verursachten, für die Omikron-Variante charakteristischen Änderungen im Spike-Protein identifiziert (s. Abb. 3, Abb. 5 und Abb. 6):
- Subunit 1 (S1 – Untereinheit 1)

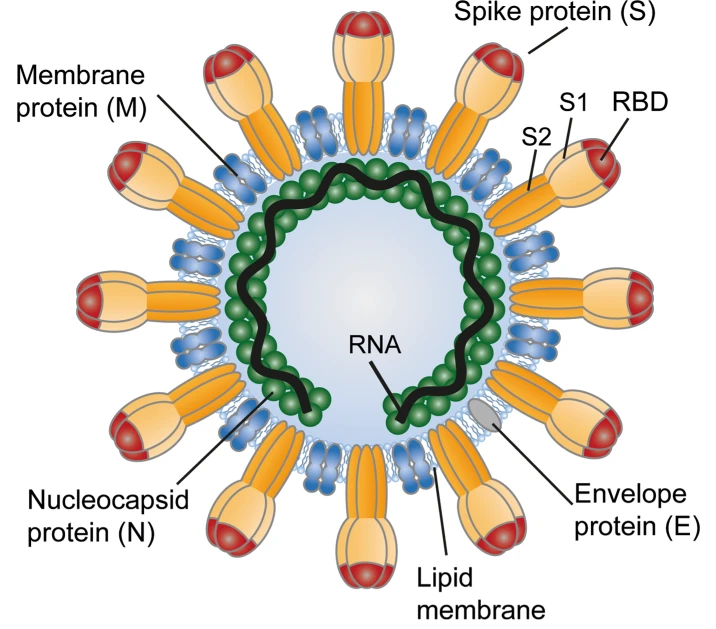
Abb. 6: Schematische Darstellung des Virus SARS-CoV-2

  - N-terminale Domäne (NTD): A67V, Δ69–70[202], T95I, G142D/Δ143–145[203], Δ211/L212I, ins214EPE
  - Rezeptor-bindende Domäne (RBD): G339D, S371L, S373P, S375F, K417N[204],
    - mit RBM (englisch receptor-binding motif, bindet an ACE2): N440K, G446S, S477N[205], T478K,[196] E484A[206], Q493R,[196] G496S, Q498R, N501Y[207], Y505H

  - Subdomäne 1 (SD1): T547K
  - Subdomäne 2 (SD2): D614G, H655Y sowie N679K und P681H[208] (Furin-Spaltstelle)
- Subunit 2 (S2, Untereinheit 2): N764K, D796Y, N856K, Q954H, N969K und L981F

Zum Teil sind diese Mutationen bekannt von den Varianten Alpha, Beta, Gamma und Delta (s. Abb. 4).

### Weitere Proteine
Die Mutationen in anderen genomischen Regionen von BA.1 sind (s. Abb. 6):
- Replikaseprotein (ORF1ab, englisch open reading frame)
  - ORF1a: K856R, Δ2083, L2084I, A2710T, T3255I, P3395H, Δ3674–3676, I3758V,[210]
bezogen auf die Nichtstrukturproteine (nsp):[209]
    - nsp3:0 K38R, V1069I, Δ1265, L1266I, A1892T
    - nsp4:0 T492I
    - nsp5:0 P132H
    - nsp6:0 Δ105–107, A189V

  - ORF1b: P314L, I1566V,[210] bezogen auf die nsp:[209]
    - nsp12: P323L
    - nsp14: I42V
- Hüllprotein (E): T9I
- Membranprotein (M): D3G, Q19E, A63T
- Nukleokapsid-Protein (N): P13L, Δ31–33, R203K, G204R

### Entstehung
Wie die neue Variante entstanden ist, ist auch nach der Identifikation der 60 Mutationen noch ungeklärt; es ist keine verwandte Virus-Linie bekannt, die eine Zwischenstufe für die Virus-Evolution sein könnte. Um so vielfältig zu mutieren, muss das Virus in der Lage gewesen sein, sich über einen langen Zeitraum zu entwickeln, ohne seinen Wirt zu töten oder eliminiert zu werden. Aus der Analyse des Erbguts lässt sich ableiten, dass die Ursprünge der Omikron-Variante bis ins Frühjahr 2020 zurückreichen.
Mit der Erkenntnis, dass Omikron nicht von der Alpha-, Beta-, Gamma- oder Delta-Variante abstammt, wurden drei Hypothesen zum Ursprung dieser Variante aufgestellt, die am engsten mit den Mitte 2020 sequenzierten Stämmen von SARS-CoV-2 verwandt ist:
1. Entwicklung in Bevölkerungsgruppen, bei denen es keine effektive Variantenüberwachung gibt.[186]
2. Infektion von Tieren durch den Menschen, Evolution in den Tieren und Rücksprung auf den Menschen.[186] So gibt es auch Hinweise darauf, dass das Virus sich möglicherweise in Mäusen weiterentwickelt haben könnte, denn die Mutationen des Spike-Proteins verbesserten insbesondere die Bindung an deren Zelleintrittsrezeptoren.[214]
3. Entwicklung in einer Person mit geschwächtem Immunsystem mit einer verlängerten Infektionsdauer, wie z. B. in HIV-Infizierten, Menschen mit geschwächter Immunabwehr bei einer Autoimmunerkrankung, Krebs-Patienten mit Chemotherapie oder Menschen mit einer Organtransplantation (Transplantatempfänger nehmen lebenslang immunhemmende Medikamente ein, um eine Abstoßungsreaktion zu vermeiden).[186]

Zu jeder dieser Hypothesen gibt es Experten, Argumente und Studien, die dafür und dagegen sprechen.
Mindestens eine der gelisteten neuen Mutationen könnte von einem der Coronaviren, die die gewöhnliche Erkältung verursachen (HCoV-229E), oder entsprechend der 3. Hypothese vom menschlichen Immunschwächevirus (HIV) übernommen worden sein. Mehr als 20 % der Bevölkerung Südafrikas sind HIV-infiziert. Aufgrund des fehlenden Zugangs zu Kliniken, der Angst vor Stigmatisierung und der unterbrochenen Gesundheitsversorgung erhalten Millionen HIV-Infizierte in der Region keine wirksame HIV-Therapie. HIV-Prävention könnte der Schlüssel zur Verringerung des Risikos sein, dass eine unkontrollierte HIV-Infektion das Auftreten von Covid-Varianten fördert. Diese Hypothese wird von Tulio de Oliveira von der University of Kwa Zulu-Natal in Südafrika vertreten. Er warnt davor, dass die Menschen, die am ehesten Mutationen in Afrika südlich der Sahara hervorbringen könnten, die rund 8 Millionen Menschen mit unerkanntem oder schlecht behandeltem HIV sind. Diese Menschen könnten „zu einer Variantenschmiede für die ganze Welt werden“.

## Weltweite Verbreitung
Die Zahl der identifizierten Fälle in Europa wie weltweit verdoppelte sich ab der Entdeckung Ende November bis Dezember 2021 alle zwei bis drei Tage (s. Abb. 2). Ab Mitte Dezember dominierte die Variante Omikron in den ersten Staaten, wie Südafrika, Großbritannien, und den USA.
Von Ende 2021 bis spätestens 6. Januar 2022 schätzten die jeweiligen nationalen Gesundheitsbehörden den Anteil von Omikron an den SARS-CoV-2-Infektionen in Frankreich auf 49 %, in Tschechien 50 %, in den Niederlanden auf 51 %, Italien 60 %, Schweiz 61 %, Slowenien 67 %, Ungarn 78 %, Belgien 86 %, Dänemark 94 %, Großbritannien 96 % und in den USA auf 95 %.
Im März 2022 hatte die Variante BA.5 in Portugal mit 80 Prozent aller neuen Fälle die Variante BA.2 weitgehend verdrängt, vor allem in Form ihrer Untervariante BA.5.1. Weltweit hatten BA.4 und BA.5 in der letzten Maiwoche zusammen einen Anteil von 12,9 %, eine Verdoppelung gegenüber der Vorwoche. Ab Ende Juni 2022 war BA.4/5 die weltweit dominierende Variante.

### Erste Identifikationen
Die erste Probe stammte vom 9. November 2021; die Variante wurde erstmals in Südafrika und Botswana identifiziert. Bis Ende November 2021 stammten die meisten identifizierten Proben von Omikron aus Südafrika. Anhand von Genomsequenzierungen wird vermutet, dass es sich in der südafrikanischen Provinz Gauteng ausgebreitet hat. Eine Infektion wurde bei einem Reiserückkehrer aus Südafrika in Hongkong festgestellt, schließlich eine weitere am 26. November 2021 bei einem Rückkehrer aus Malawi nach Israel.
Am 26. November 2021 bestätigte Belgien als erstes europäisches Land eine Infektion mit der Variante Omikron bei einem Rückreisenden aus Ägypten, zudem wurde in Deutschland der erste Fall einer Person bestätigt, die am 21. November 2021 aus Südafrika kommend auf dem Flughafen Frankfurt gelandet war. In den Niederlanden wurden in zwei aus Südafrika ankommenden Flugzeugen 61 von 600 Ankommenden positiv auf SARS-CoV-2 getestet, zwei Tage später davon 13 Proben als Variante Omikron identifiziert.

Dänemark – SARS-CoV-2-Infektionen (WHO)

Am 27. November 2021 wurde in Deutschland die Omikron-Variante bei einem Ehepaar festgestellt, das drei Tage vorher aus Südafrika nach München zurückgekehrt war. In Tirol wurde der erste Verdachtsfall Österreichs bei einem Rückreisenden aus Südafrika bestätigt. In Tschechien wurde bei einer Reiserückkehrerin aus Namibia mit Zwischenstopp in Südafrika die Omikron-Infektion bestätigt. In Großbritannien wurden zwei bestätigte Omikron-Fälle vom Vortag bekannt gegeben, die im Zusammenhang mit Südafrika standen; in Italien wurde ein weiterer bekannt (eine Person war von Mosambik nach Mailand gereist).
Am 28. November 2021 wurde bekannt, dass in Dänemark zwei Personen mit der neuen Variante Omikron infiziert waren – am 9. Dezember wurden nahezu 800 weitere gemeldet. In Australien wurden erste Omikron-Infektionen bei zwei Reiserückkehrern aus Südafrika bekannt. Aus Botswana wurden weitere 15 mit Omikron Infizierte bekannt, insgesamt 19, die meisten im Zusammenhang mit Reisen. In Kanada wurden die ersten Omikron-Infektionen bei zwei Personen bestätigt, die aus Nigeria zurückgereist waren.
In den USA wurde die erste Omikron-Infektion am 1. Dezember 2021 bei einem zweifach geimpften Reiserückkehrer aus Südafrika festgestellt. Am 2. Dezember wurde diese Variante auch bei einem Bewohner von Hawaii bestätigt, der die Inseln nie verlassen hatte.

### Erste Todesfälle
Am 13. Dezember 2021 gab die UK Health Security Agency den ersten nachweislich an der Omikron-Variante Gestorbenen im Vereinigten Königreich bekannt – und damit auch in Europa.
In den USA wurde am 20. Dezember 2021 ein landesweit erster Todesfall gemeldet.
Am 23. Dezember 2021 berichtete das RKI mit Stand 22. Dezember von einem Todesfall in Deutschland in der Altersgruppe 60–79 Jahre.

Großbritannien – SARS-CoV-2-Infektionen (WHO). Ab Mitte Dezember 2021 dominierte Omikron, es folgte ein steiler Anstieg der Fälle (Jahreswechsel 2021/2022).

### Erste Ausbrüche international
Am 26. November 2021 wurden in Norwegen von 117 Teilnehmern einer Weihnachtsfeier in Oslo 74 % mit der Variante Omikron infiziert. Von ihnen waren 96 % geimpft, die meisten zwischen 30 und 50 Jahren alt. Fast alle entwickelten Symptome, bis zum 13. Dezember wurde keiner hospitalisiert. Infiziert wurden sie vermutlich von einem Besucher, der am 24. November aus Südafrika zurückgekehrt war.
Am 13. Dezember 2021 wurde berichtet, dass in Dänemark die Zahl der auf die Omikron-Variante zurückzuführenden Fälle sich alle zwei Tage verdoppeln und die Omikron-Variante die Delta-Variante innerhalb weniger Tage als vorherrschende Variante ablösen würde.
Am 17. Dezember 2021 erklärte der französische Premierminister Jean Castex, die Variante Omikron verbreite sich „rasend schnell um uns herum in Europa“. Sie werde bald in Frankreich dominieren. Zudem meldete Spanien in der Hauptstadtregion Madrid, Omikron verursache bereits über 30 Prozent aller Neuinfektionen.
Am 17. Dezember 2021 wurde aus London ein Omikron-Anteil von örtlich 60 % gemeldet. Am 18. Dezember 2021 wurde für Großbritannien mit mehr als 93.000 Infektionen ein neuer Tageshöchstwert gemeldet, davon allein für London 27.000, wo Omikron schon die mit Abstand dominierende Variante war.

### Phase der Verbreitung weltweit

Omikron – bestätigte Infektionen bis Januar 2022:
100.000+ bestätigte Fälle
10.000 – 99.999 bestätigte Fälle
1.000 – 9.999 bestätigte Fälle
100 – 999 bestätigte Fälle
10 – 99 bestätigte Fälle
1 – 9 bestätigte Fälle
Keine bestätigten Fälle / keine Daten
(8. Januar 2022)

- Bis Donnerstag, 2. Dezember 2021 waren weltweit 390 Fälle von Omikron in 31 Staaten bestätigt (s. Abb. 2).[259]
- Bis Donnerstag, 9. Dezember 2021 waren weltweit über 2100 Fälle von Omikron in 60 Staaten bestätigt.[260] 582 Fälle stammten aus 21 Staaten der EU/EWR, von denen nach vorläufiger Analyse 13 % im Zusammenhang mit Reisen und 70 % vor Ort entstanden.[261]
- Bis Donnerstag, 16. Dezember 2021 waren weltweit über 15.700 Fälle von Omikron in 85 Staaten bestätigt.[262] Omikron bestand zu mehr als 99 % aus der Untervariante BA.1.[98]
- Bis Donnerstag, 23. Dezember 2021 wurden weltweit über 146.000 Fälle von Omikron in 109 Staaten gemeldet (s. Abb. 2).[263]

Während in manchen Staaten auch die Fälle aus Mutations-spezifischen PCR-Tests kommuniziert werden (z. B. Dänemark), sind aus vielen nur die nach GISAID hochgeladenen Omikron-Sequenzierungen bekannt. Da ab 23. Dezember in den ersten Staaten überwiegend Omikron sequenziert wird, ist die weltweite Nachverfolgung der Zunahme der Omikron-Fälle mit dieser Methode nicht mehr konsistent möglich, denn die Sequenzierungs-Kapazitäten sind je nach Staat begrenzt. Ab diesem Zeitpunkt ist in diesen Staaten und weltweit die Ausbreitung der Variante Omikron nur noch über die Fallzahlen unter Berücksichtigung der Anteile der Varianten zu ermitteln.
- Bis Donnerstag, 30. Dezember 2021 wurde die Variante Omikron weltweit in 122 Staaten bestätigt.[264] Bis zur letzten Dezemberwoche 2021 war Omikron in mindestens 10 Staaten Europas dominant.[265]
- Bis Donnerstag, 6. Januar 2022 wurde die Variante Omikron weltweit in 149 Staaten bestätigt.[266]
- Bis Donnerstag, 13. Januar 2022 war Omikron in allen Staaten der EU/EWR präsent.[267]
- Bis Donnerstag, 20. Januar 2022 wurde die Variante Omikron weltweit in 171 Staaten bestätigt.[268]

### Erste Staaten mit Omikron-Dominanz

Frankreich – SARS-CoV-2-Infektionen (WHO)

In Südafrika wurde die Omikron-Variante in 74 % der im November 2021 untersuchten Proben gefunden.
In Großbritannien stieg der Anteil an Omikron bis zum 14. Dezember 2021 auf 56,7 % an, die Verdopplungszeit wurde von der UKHSA auf weniger als 2,5 Tage eingeschätzt. In Schottland wurde Omikron am 17. Dezember 2021 zur am weitesten verbreiteten Variante.
Am 20. Dezember 2021 teilte die US-Behörde CDC mit, dass 73 % der Neuinfektionen in der zurückliegenden Woche von Omikron verursacht wurden. In der Vorwoche waren es erst 13 % gewesen. Am 21. Dezember 2021 teilte der Gesundheitsminister von Dänemark mit, Omikron sei nun die vorherrschende Variante. In Portugal erreichte Omikron am 22. Dezember 61,5 % der Fälle. In Belgien und Norwegen ist Omikron seit dem 25. Dezember am häufigsten anzutreffen.
In Norwegen wurden in der letzten Dezemberwoche 2021 65,4 % aller untersuchten COVID-Neuinfektionen von Omikron verursacht, teilte das norwegische Gesundheitsinstitut FHI am 3. Januar 2022 mit (siehe auch COVID-19-Pandemie in Norwegen). In Frankreich lag der Anteil der COVID-19-Fälle Mitte Dezember 2021 bei etwa 15 % und stieg um den 27. Dezember auf mehr als 60 % an. In den Niederlanden dominierte Omikron seit der letzten Woche des Dezember 2021.

### Deutschland

Deutschland – SARS-CoV-2-Infektionen (WHO)

In Deutschland verdoppelte sich die Anzahl der täglich mit Omikron neu Infizierten im Dezember 2021 etwa alle drei Tage.
- Für die Woche bis 26. Dezember 2021 nannte das RKI einen Omikron-Anteil von 0,9 % bis 64,7 % je nach Bundesland, für Deutschland insgesamt von mindestens 17,5 %; es handle sich dabei um eine Unterschätzung.[278] Ende Dezember sieht der Bundesgesundheitsminister durch die ungenauen Daten eine erschwerte Einschätzung der Pandemielage, die Dynamik der Variante Omikron sei „in den offiziellen Zahlen nicht zutreffend abgebildet“.[279] Das Niedersächsische Landesgesundheitsamt (NLGA) teilte mit, der Anteil der Omikron-Variante an allen untersuchten positiven Proben in Niedersachsen liege für die Woche bis 26. Dezember bei 23,5 %,[280] eine süddeutsche Laborgemeinschaft, bei ihr liege er bei 27,5 %.[281]

- Für die letzte Dezemberwoche 2021 meldete eine süddeutsche Laborgemeinschaft einen Omikron-Anteil von 55,7 %,[281] aus dem Südwesten Deutschlands ein anderes Labor, dass die Variante Omikron inzwischen überwiege.[282] Das RKI bestätigte einen Anteil von 51 % bundesweit.[283]

- In der ersten Januarwoche 2022 lag bei einer süddeutschen Laborgemeinschaft der Anteil von Omikron bei 79,2 %.[281] Für Deutschland insgesamt bestätigte das RKI 76 %,[284] Omikron sei seit der ersten Januarwoche 2022 die vorherrschende Variante in Deutschland.[283]

- In der dritten Januarwoche 2022 lag der Anteil von Omikron einer süddeutschen Laborgemeinschaft zufolge im Raum München bei 97,6 %.[285] Für Deutschland insgesamt bestätigte das RKI 96 %.[286]

- Von der zweiten Januarwoche bis zur zweiten Februarwoche 2022 stieg der Anteil der Omikron-Untervariante BA.2 an den sequenzierten Infektionen von 2,8 auf 25,0 %, bis zur vierten auf 48,2 %.[287]

- Die bis dahin höchste Zahl von 1.381.792 Neuinfektionen wurde in der Woche vom 14. bis 20. März festgestellt, dies entspricht 55,6 % der durchgeführten 2.486.755 Tests.[288]

- Bis zur ersten Maiwoche 2022 stieg der Anteil der Untervariante BA.4 auf 0,3 %, der von BA.5 auf 1,4 %.[289] In der zweiten Maiwoche machte BA.4 0,7 %, BA.5 bereits 3,0 % aus, die Variante BA.2.12.1 hatte einen Anteil von 1,4 %.[290] In der dritten Maiwoche stieg der Anteil von BA.4 auf 1,3 %, der von BA.5 auf 6,8 % und BA.2.12.1 auf 2,7 %.[290] Für die letzte Maiwoche meldete eine süddeutsche Laborgemeinschaft einen Anteil von BA.4/BA.5 von 15,3 %[291] (RKI 17,0 %, BA.2.12.1 bei 3,5 %[290]).

- Für die erste Juniwoche 2022 meldete eine süddeutsche Laborgemeinschaft einen Anteil von BA.4/BA.5 von 30,8 %[292] (RKI 36,9 %, BA.2.12.1 bei 5,4 %[290]), für die zweite Juniwoche 50,4 %[293] (RKI 58,1 %, BA.2.12.1 bei 5,7 %[294]), für die dritte Juniwoche meldete das RKI 73,1 % (BA.2.12.1 Rückgang auf 3,9 %).[294]

- Das RKI schrieb in seinem Wochenbericht vom 9. Juni 2022, die bundesweite Sieben-Tage-Inzidenz sei in der Berichtswoche erstmals seit Mitte März wieder angestiegen; sie sei um 29 Prozent höher gewesen als in der Woche zuvor.[295][296]

### Österreich

Österreich – SARS-CoV-2-Infektionen (WHO)

- Bis 19. Dezember 2021 wurden in Österreich laut Variantenbericht der Agentur für Gesundheit und Ernährungssicherheit (AGES) 297 Infektionen mit Omikron bestätigt. Davon stammten 193 aus Wien, wo mittels „Alles gurgelt“-Tests auch die Varianten direkt ermittelt werden. Wie weit verbreitet Omikron zu diesem Zeitpunkt war, konnte angesichts der lückenhaften Informationen auch von Experten kaum eingeschätzt werden.[297]

- Für die Woche bis 26. Dezember identifizierte die AGES 2124 Fälle der Variante Omikron sowie 6207 Fälle der Variante Delta.[298] Seit Sonntag dieser Woche dominierte Omikron das Infektionsgeschehen in Wien.[299]

- Für die letzte Dezemberwoche 2021 identifizierte die AGES bereits 8116 Fälle der Variante Omikron sowie 4983 Fälle der Variante Delta in Österreich.[298]

- Für die erste Januarwoche 2022 identifizierte die AGES 29.928 Fälle der Variante Omikron sowie noch 2.446 Fälle der Variante Delta.[298] Die ECDC gab an, in Österreich sei Omikron in der ersten Januarwoche mit 89,4 % dominant.[300]

- In der Woche bis 16. Januar 2022 stand der Anteil von Omikron laut ECDC bei 95,4 %.[301]

### Schweiz

Schweiz – SARS-CoV-2-Infektionen (WHO)

- Anfang Dezember 2021 machte der Anteil der Omikron-Infektionen etwa 2,1 % aus, so die Schätzung des Bundesamtes für Gesundheit (BAG).[302]
- Am 21. Dezember erläuterte Patrick Mathys vom BAG, 10 bis 20 % der SARS-CoV-2-Infektionen in der Schweiz seien auf Omikron zurückzuführen. Er gab an, bis spätestens Mitte Januar 2022 werde die Variante Omikron überwiegen.[303]
- Die wissenschaftliche Schweizer Task Force des Bundes gab Ende Dezember bekannt, Omikron werde zum Jahreswechsel das Infektionsgeschehen dominieren. Tägliche Fallzahlen von 20.000 in der zweiten Januarwoche seien plausibel.[304]
- Ab 28. Dezember 2021 überwog die Variante Omikron in der Schweiz.[305]
- Die Swiss National COVID-19 Science Task Force sah am 3. Januar 2022 eine wöchentliche Wachstumsrate der bestätigten SARS-CoV-2-Infektionen von 45 %, dagegen einen leichten Rückgang von Hospitalisierungen und Todesfällen.[306][307] Am 7. Januar lag der Omikron-Anteil bei 88,5 % im 7-Tage-Mittelwert.[308]

- Am 11. Januar 2022 erwartete die Task Force eine Verdopplungszeit der SARS-CoV-2-Infektionen von acht bis zehn Tagen sowie den Höchstwert „in den nächsten 2 Wochen“.[309] Am 14. Januar lag der Omikron-Anteil bei 93,8 % im 7-Tage-Mittelwert.[310]

- Am 17. Januar sah die COVID-19 Science Task Force nur noch eine Wachstumsrate von 4 % pro Woche, der Anstieg sei deutlich abgeflacht, dies deute darauf hin, dass der Höchststand der Omikron-Welle erreicht sein könnte. Parallel wurde ein Rückgang von Hospitalisierungen und Todesfällen beobachtet.[311]

- Anfang Juni 2022 waren etwa die Hälfte aller neuen Corona-Neuinfektionen auf die Omikron-Variante BA.5 zurückzuführen.[312]

Südafrika – SARS-CoV-2-Infektionen (WHO). Ab Anfang Dezember 2021 dominierte Omikron und führte zu einem steilen Anstieg der Infektionen (Ende 2021).

### Erste Staaten mit abflauender Omikron-Welle
Anfang Januar 2022 ebbte in Südafrika die durch Omikron verursachte COVID-19-Welle ab, die Mitte Dezember 2021 ihren Höchststand erreichte. Die Anzahl der Patienten auf den Intensivstationen war ein Viertel, die Anzahl der Verstorbenen ein Siebtel so hoch wie die vorherigen Höchststände.
Bis Mitte Januar 2022 ist in Kenia die vor Weihnachten 2021 durch Omikron verursachte COVID-19-Welle abgeflaut.
In etlichen Staaten mit einem frühen Anstieg der Omikron-Infektionen wurde seit Anfang Januar 2022 ein Rückgang beobachtet, auch in einigen mit hoher Sequencing-Kapazität.

## Internationale Reaktion und Auswirkungen

### Reisebeschränkungen und Stigmatisierung
Die deutsche Bundesregierung verschärfte am 25. November 2021 die Einreisebestimmungen für Passagiere aus Südafrika. Südafrika galt vom 28. November 2021 bis zum 3. Januar 2022 als Virusvariantengebiet. Fluggesellschaften durften nur noch deutsche Staatsbürger nach Deutschland befördern. Alle Eingereisten, auch vollständig Geimpfte, mussten für 14 Tage in Quarantäne.
Am 26. November 2021 riet die WHO den Staaten von neuen Reisebeschränkungen ab und empfahl stattdessen einen „risikobasierten und wissenschaftlichen“ Ansatz für Reisemaßnahmen. Am selben Tag meldete das ECDC, dass strenge Reisebeschränkungen die Auswirkungen der Variante auf die europäischen Länder um zwei Wochen verzögern würden. Ebenfalls am selben Tag kündigten mehrere Länder als Reaktion auf die Identifizierung der Variante Einreiseverbote aus dem südlichen Afrika an, darunter auch die Vereinigten Staaten während Brasilien Flugeinschränkungen empfahl. Am 27. November führte die Schweiz obligatorische Tests und eine Quarantäne für alle Besucher ein, die aus Ländern einreisen, in denen die Variante nachgewiesen wurde.
Daraufhin verteidigte der südafrikanische Gesundheitsminister Joe Phaahla den Umgang seines Landes mit der Pandemie und erklärte, die Reiseverbote verstießen gegen die „Normen und Standards“ der Weltgesundheitsorganisation. Am 28. November 2021 zeigte sich der Gesundheitsminister von Botswana besorgt von Versuchen, einen Staat als Ursprungsland der Variante zu stigmatisieren, in dem diese zuerst identifiziert wurde.
Am 28. November 2021 schrieb The Conversation, eine Informationswebsite, auf der primär Wissenschaftler zu Wort kommen, dass Reiseverbote höchstwahrscheinlich erhebliche Auswirkungen auf die südafrikanische Wirtschaft haben, da sie den Tourismus einschränken. Außerdem könnten sie andere Länder dazu veranlassen, die Entdeckung neuer bedenklicher Varianten zu verbergen. Der geringe Impfschutz in weniger entwickelten Ländern schaffe Möglichkeiten für das Auftreten neuer Varianten, und diese Länder hätten Schwierigkeiten, Lizenzen zu erhalten, um Impfstoffe vor Ort zu entwickeln und zu produzieren.
Deutschland stufte mit Wirkung zum 4. Januar 2022 Südafrika und einige weitere afrikanische Staaten sowie das Vereinigte Königreich mit verbundenen Gebieten, die wegen der Omikron-Variante als Virusvariantengebiete ausgewiesen waren, wegen deren Ausbreitung zu Hochrisikogebieten herunter.

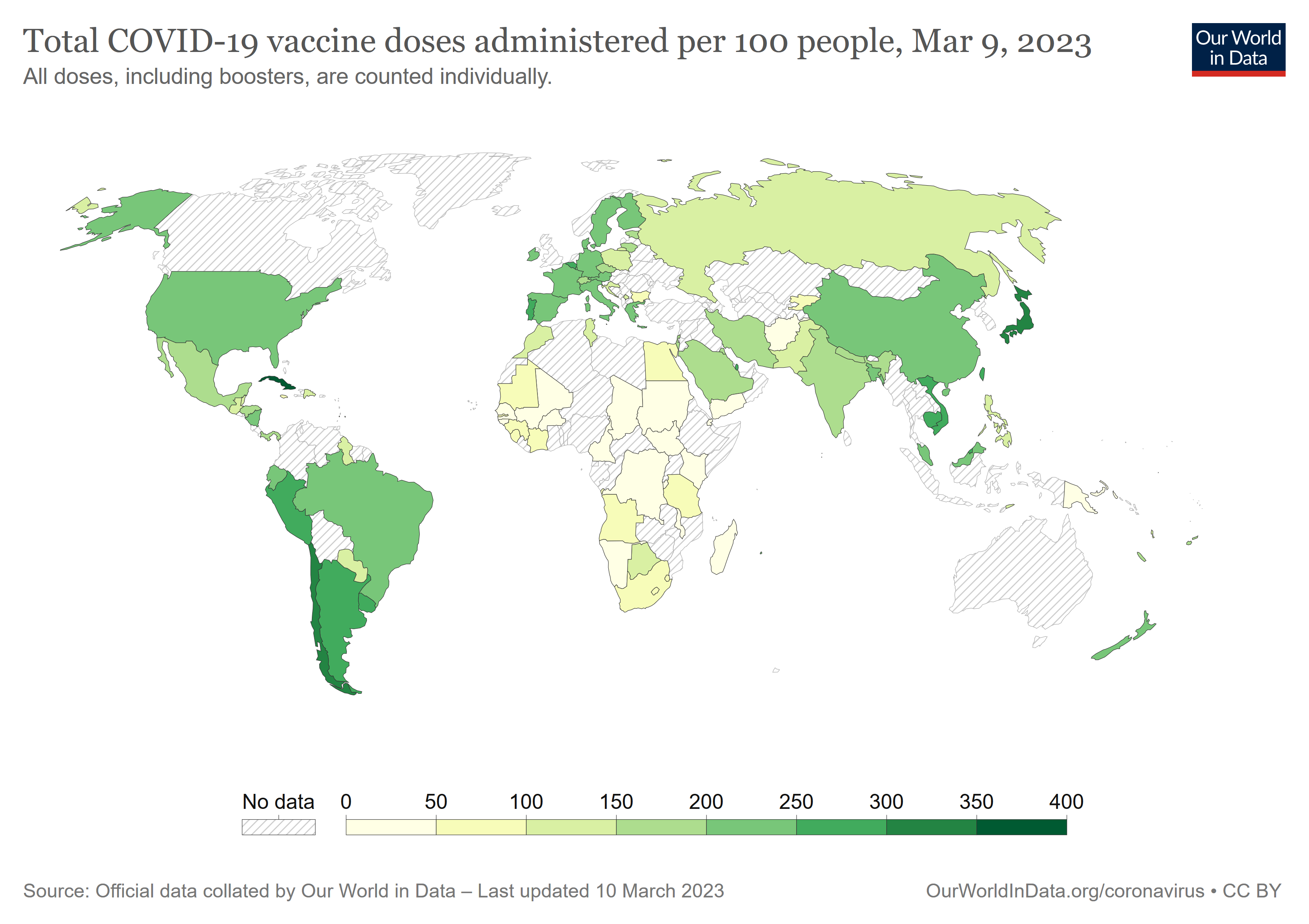
COVID-19-Impfdosen pro 100 Personen

### Impfstoffe weltweit
Am 30. November 2021 stellte Chinas Staatschef Xi Jinping auf dem China-Afrika-Kooperationsforum (Focac) in Senegals Hauptstadt Dakar dem afrikanischen Kontinent eine Milliarde Impfdosen in Aussicht. Von der Milliarde wolle China 600 Millionen Impfdosen kostenlos zur Verfügung stellen und weitere 400 Millionen sollten chinesische und afrikanische Unternehmen gemeinsam produzieren.
Am 6. Dezember 2021 informierte die EU-Kommission, dass die Europäische Union bislang mehr als 350 Millionen Dosen Corona-Impfstoff an andere Länder spendete und damit der größte Spender weltweit ist. Ein Großteil, rund 300 Millionen Dosen, sei an Länder mit niedrigen und mittleren Einkommen verteilt worden. Gemeinsam arbeite man daran, das Tempo der Lieferungen zu erhöhen und insbesondere die Unterstützung für Afrika auszubauen.
Am 17. Dezember 2021 haben die EU-Staaten 180 Millionen Dosen eines an die Omikron-Variante angepassten Corona-Impfstoffs von Biontech/Pfizer bestellt. Der Hersteller hat bis Ende 2023 die Lieferung von insgesamt 1,8 Milliarden Dosen des neuen Impfstoffs zugesagt.

### Maßnahmen und Erklärungen
Der Bundesstaat New York rief am 27. November angesichts eines möglichen Omikron-Ausbruchs den Notstand aus.
Am 29. November 2021 warnte die WHO die Staaten, dass die Variante ein sehr hohes globales Risiko mit schwerwiegenden Folgen darstelle und dass sie sich darauf vorbereiten sollten, indem sie die Impfung von Gruppen mit hoher Priorität beschleunigen und die Gesundheitssysteme stärken. Der Generaldirektor der WHO, Tedros Adhanom, bezeichnete die globale Situation als gefährlich und prekär und forderte ein neues Abkommen über den Umgang mit Pandemien, da das „derzeitige System die Länder davon abhält, andere vor Bedrohungen zu warnen, die unweigerlich an ihren Ufern landen werden“. CEPI-Geschäftsführer Richard Hatchett sagte, die Variante erfülle die Vorhersagen, dass die Übertragung des Virus in Gebieten mit niedrigem Impfstand seine Entwicklung beschleunigen werde. Der Präsident der USA Joe Biden erklärte, dass die Omikron-Variante „a cause for concern, not a cause for panic“ („ein Grund zur Sorge, nicht zur Panik“) sei, die Regierung auf die Variante vorbereitet sei und sie unter Kontrolle haben werde. Er bekräftigte auch, dass groß angelegte Abriegelungen, ähnlich denen im Jahr 2020 zu Beginn der Pandemie, „off the table for now“ („vorerst vom Tisch“) sind.
Am 17. Dezember 2021 setzten mehrere kanadische Provinzen erneut Einschränkungen für Versammlungen und Veranstaltungen, wie z. B. Sportturniere, in Kraft und verschärften die Durchsetzung von Vorschriften zum Nachweis von Impfungen. British Columbia verbot ausdrücklich jede „organisierte Silvesterveranstaltung ohne Sitzplätze“.
Am 17. Dezember 2021 wurde aus London gemeldet, dass durch Krankmeldungen die Betriebsbereitschaft von Krankenhäusern und Feuerwehren nur noch in eingeschränktem Maße aufrechtzuerhalten war. Am Tag darauf warnte die British Medical Association vor massiven Personalausfällen in Krankenhäusern durch die Omikron-Variante.
Am 18. Dezember 2021 wurde in den Niederlanden wegen der raschen Verbreitung der Omikron-Variante ein harter Lockdown verkündet, der am 19. Dezember 2021 beginnen sollte. Schließen mussten fast alle Läden, Kultur- sowie Sporteinrichtungen, Gaststätten und Friseure. Ausgenommen waren nur die für die Versorgung wichtigen Geschäfte wie z. B. Supermärkte und Apotheken. Am 20. Dezember mussten auch alle Schulen schließen.
Am 19. Dezember 2021 nahm der Corona-Expertenrat der Bundesregierung in Deutschland Stellung, es sei „eine erhebliche Überlastung der Krankenhäuser zu erwarten“, auch „für den wenig wahrscheinlichen Fall einer deutlich abgeschwächten Krankheitsschwere im Vergleich zur Delta-Variante“. Eine Versorgung aller Erkrankten in angemessener Qualität werde nicht mehr möglich sein. Er gab den Rat, umgehend Kontaktbeschränkungen einzuführen sowie vulnerable Gruppen und die kritische Infrastruktur des Landes zu schützen, „unter anderem Krankenhäuser, Polizei, Feuerwehr, Rettungsdienst, Telekommunikation, Strom- und Wasserversorgung und die entsprechende Logistik“.
Zum Jahreswechsel 2021/22 haben die USA, Großbritannien, Frankreich und Teile der Schweiz die Quarantäne-Regeln gelockert, um einen drohenden Kollaps der Infrastruktur zu verhindern. Am 7. Januar 2022 aktualisierte das europäische ECDC wegen der schnellen Ausbreitung von Omikron seine Leitlinien zur Quarantäne. Danach reichen für eine Entlassung aus der Isolation ein Rückgang des Fiebers von 24 Stunden statt zuvor drei Tagen und eine Testung durch Antigen-Schnelltests statt zuvor PCR-Tests. Zudem wurde eine verkürzte Isolation bei Mitarbeitern systemkritischer Bereiche vorgeschlagen.
Nach ähnlichen Ankündigungen in Großbritannien, Irland und den Niederlanden hob Dänemark ab 1. Februar 2022 die verbliebenen Corona-Beschränkungen auf, trotz der hohen Infektionszahl. Kinos, Nachtclubs öffneten wieder, nach 22 Uhr durfte wieder Alkohol ausgeschenkt werden, die Beschränkung der Kundenzahl in Geschäften wurde aufgehoben, ebenso das Vorzeigen von Impfpässen und die Maskenpflicht in Bussen.

### Märkte
Besorgnis über mögliche wirtschaftliche Auswirkungen der Omikron-Variante führte am 26. November 2021 zu einem Einbruch globaler Märkte, einschließlich des stärksten Jahresrückgangs des Dow Jones Industrial Average. Die Preise der Rohölsorten Brent und West Texas Intermediate fielen um etwa 10 % wie auch Kryptowährungen.
Ende November 2021 sagte der Vorsitzende der Federal Reserve, Jerome Powell, vor dem Bankenausschuss des US-Senats aus, dass „der jüngste Anstieg der Covid-19-Fälle und das Auftreten der Omikron-Variante Risiken für die Beschäftigung und die Wirtschaftstätigkeit bergen und die Unsicherheit für die Inflation erhöhen“.

### Websites der Weltgesundheitsorganisation (WHO) zu Omikron
- Enhancing response to Omicron (COVID-19 variant B.1.1.529): Technical brief and priority actions for Member States – Update #6. (PDF; 509 kB) WHO, 21. Januar 2022 (englisch, Erläuterung und wichtigste Maßnahmen).
- Documents. WHO (englisch, Wichtigste WHO-Dokumente zu Omikron, COVID-19).

### Websites zu den Eigenschaften
- COVID-19 Weekly Epidemiological Update Edition 78. (PDF; 2,9 MB) WHO, 8. Februar 2022, S. 5–12, 19–21 (englisch, Update on Omicron VOC mit „Table 2“, „Figure 6“, „Annex 4“).
- Research and analysis – Investigation of SARS-CoV-2 variants of concern: variant risk assessments. UK Health Security Agency (englisch, Risk assessment for SARS-CoV-2 variant Omicron (B.1.1.529)).
- SARS-CoV-2 variants of concern and variants under investigation in England – Technical briefing 35. (PDF; 5,1 MB) UK Health Security Agency, 28. Januar 2022, S. 12–24 (englisch, Part 2. zu BA.2 und Part 3. zu B.1.1.529, Aktualisierung der vorherigen Briefings, zu BA.2 und schweren Erkrankungen).
SARS-CoV-2 variants of concern and variants under investigation in England – Technical briefing 34. (PDF; 2,2 MB) UK Health Security Agency, 14. Januar 2022, S. 12–33 (englisch, Part 2. Enhanced analyses of Omicron VOC-21NOV-01 (B.1.1.529), Aktualisierung der vorherigen Briefings, zu Impfeffektivität und Reinfektionen).
Technical briefing: Update on hospitalisation and vaccine effectiveness for Omicron VOC-21NOV-01 (B.1.1.529). (PDF; 490 kB) UK Health Security Agency, 31. Dezember 2021 (englisch, Aktualisierung des vorherigen Briefings, zu Hospitalisierung und Impfeffektivität).
SARS-CoV-2 variants of concern and variants under investigation in England – Technical briefing 33. (PDF; 5,9 MB) UK Health Security Agency, 23. Dezember 2021, S. 15–38 (englisch, Part 2. Enhanced analysis on Omicron VOC-21NOV-01 (B.1.1.529)).
- COVID-19 vaccine surveillance report – Week 31/2022. (PDF; 845 kB) UKHSA, 4. August 2022, S. 13 f. (englisch, „Table 3a. Consensus estimates of vaccine effectiveness against BA.1 or BA.2 Omicron for 2 doses and 3 doses of COVID-19 vaccine compared to unvaccinated individuals“ und „Table 3b. Consensus estimates of relative vaccine effectiveness against BA.1 or BA.2 Omicron for a fourth dose of COVID-19 vaccine compared to 6+ months since the third dose“ – Impfeffektivität 2. bis 4. Impfung bei Omikron BA.1 und BA.2 im Zeitverlauf). COVID-19 vaccine surveillance report – Week 14/2023. (PDF; 875 kB) UKHSA, 6. April 2023, S. 11 f. (englisch, „Table 7. VE estimates against hospitalisation with XBB.1.5, CH.1.1 and BQ.1 for the bivalent boosters in those aged 50 years and older“ – Impfeffektivität ggü. zirkulierender Variante XBB.1.5).

### Websites zur Verbreitung
- Detect and analyze variants of SARS-CoV-2. In: covSpectrum. ETH Zürich (englisch, Überblick Verbreitung relevantester Untervarianten in Europa, nur Sequenzierungen).
- Genomic epidemiology of novel coronavirus – Global subsampling – Omicron. Nextstrain (englisch, Überblick Verbreitung von Omikron, nur Sequenzierungen).
- Omicron Variant Report. In: outbreak.info. (englisch, Überblick Verbreitung von Omikron, nur Sequenzierungen).
- SARS-CoV-2 sequences by variant. In: ourworldindata.org. Our World in Data (englisch, Diagramm: Verbreitung der Omikron-Untervarianten in deutschsprachigen und weiteren Staaten Europas, nur Zwei-Wochen-Mittelwerte der Sequenzierungen).

### Websites zur Phylogenetik
- SARS-CoV-2 (hCoV-19) Mutation Reports – Lineage Comparison – Omicron. In: outbreak.info. (englisch, Übersicht aller Omikron-Untervarianten mit charakteristischen Änderungen im Spike-Protein, ohne Rekombinanten).
- B.1.1.529 – Description. In: cov-lineages.org. (englisch, Offizieller Querverweis der WHO, Überblick Variante Omikron).
- Emma Hodcroft: Variant: 21K (Omicron). In: covariants.org. (englisch, Erstentdeckte Haupt-Untervariante von Omikron – BA.1).
 Emma Hodcroft: Variant: 21L (Omicron). In: covariants.org. (englisch, „Getarnte“ Untervariante von Omikron – BA.2).
Emma Hodcroft: Variant: 22A (Omicon). (BA.4), Variant: 22B (Omicon). (BA.5), in: covariants.org. (englisch)
Emma Hodcroft: Variant: 22C (Omicon). (BA.2.12.1), Variant: 22D (Omicron). (BA.2.75), in: covariants.org. (englisch)
Emma Hodcroft: Variant: 22E (Omicon). (BQ.1), in: covariants.org. (englisch)
Emma Hodcroft: Variant: 22F (Omicron). (XBB), Variant: 23A (Omicon). (XBB.1.5), Variant: 23B (Omicron). (XBB.1.16), in: covariants.org. (englisch)

### Websites mit Studien zu Omikron
- Suche nach Studien zu Variante Omikron, PubMed, NLM (englisch).
- Comparative analysis of the risks of hospitalisation and death associated with SARS-CoV-2 omicron (B.1.1.529) and delta (B.1.617.2) variants in England: a cohort study. In: thelancet.com, 16. März 2022, doi:10.1016/S0140-6736(22)00462-7

### Statements von Virologen
- Wird Corona durch Omikron endemisch? (Video, 40 min). In: ZDFheute-live. 3. Januar 2022 (Laut Studien verbreitet sich Omikron wesentlich schneller, verursacht aber weniger schwere Fälle. Kann die Variante ein Wendepunkt in der Pandemie sein? Diese Fragen und damit Zusammenhängendes beantworten die Virologin Isabella Eckerle von der Universitätsklinikum Genf und der Virologe Wolfgang Preiser von der Stellenbosch University bei Kapstadt, der Mitglied eines Forschungsteams war, das die Omikron-Variante erstmals nachgewiesen hat.).